# Dimos Deskati
Dimos Deskati (Deskati) är en kommun i Grekland.   Den ligger i prefekturen Nomós Grevenón och regionen Västra Makedonien, i den centrala delen av landet, 280 km nordväst om huvudstaden Aten. Antalet invånare är 7 045.